# De Lourdes (Fortaleza)
O Bairro De Lourdes é um bairro da zona leste de Fortaleza, capital do estado do Ceará, Brasil. Por vezes é chamado pela população de Dunas, apesar desse nome ser mais frequentemente associado ao bairro vizinho Manuel Dias Branco. Até 2020 pertencia à Secretaria Executiva Regional II, mas após o decreto municipal N° 14.899 de 31 de dezembro de 2020, que criou novas subprefeituras e as subdividiu em territórios, o bairro passou a fazer parte do Território 8 da Regional 2.
Sua altitude, devido ser uma área de dunas, proporciona belas vistas, não só do mar como da cidade, além de uma boa ventilação. Aliadas com a beleza e o arejamento, a tranquilidade e a boa infraestrutura atraiu muitos condomínios de luxo, tornando-se um dos bairros com maior valor de metro quadrado da cidade. Apesar disso, o bairro sofre com a falta de serviços públicos como transporte coletivo, postos de saúde e escolas, além de sofrer com a falta de comércio próprio.
Até o ano 2000 era praticamente deserto. A partir da inauguração do marco zero, a Cruz do Cruzeiro, o bairro começou a crescer demograficamente. Pertencia ao Papicu e à Praia do Futuro, até 2005, quando tornou-se um bairro através da lei municipal 8945/05, levando o nome da paróquia local, Nossa Senhora de Lourdes.
Neste bairro está localizado o Templo de Fortaleza, a mais importante construção religiosa da Igreja de Jesus Cristo dos Santos dos Últimos Dias no estado.

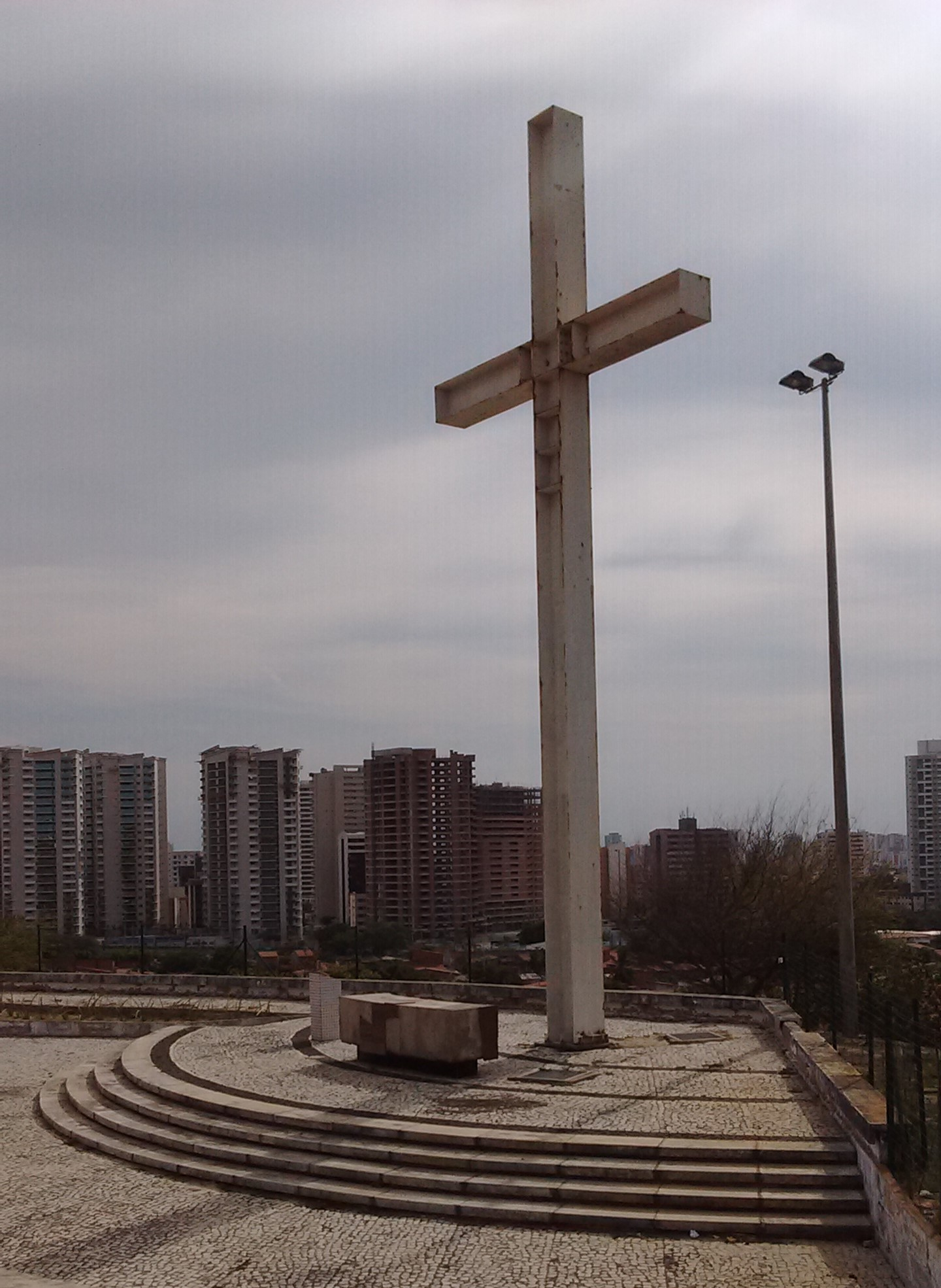
Cruz do Cruzeiro, situado na praça Monsenhor Amarílio. É considerado o marco zero do bairro